# Condado de Tczew
Condado de Tczew (polaco: powiat tczewski) é um powiat (condado) da Polónia, na voivodia de Pomerânia. A sede do condado é a cidade de Tczew. Estende-se por uma área de 697,54 km², com 112 495 habitantes, segundo os censos de 2005, com uma densidade 161,27 hab/km².

## Divisões admistrativas
O condado possui:
Comunas urbanas: Tczew
Comunas urbana-rurais: Gniew, Pelplin
Comunas rurais: Morzeszczyn, Subkowy, Tczew
Cidades: Tczew, Gniew, Pelplin

## Demografia
População (dados de 30 de Junho de 2005):
|          | Total   | Total | Mulheres | Mulheres | Homens  | Homens |
| -------- | ------- | ----- | -------- | -------- | ------- | ------ |
|          | pessoas | %     | pessoas  | %        | pessoas | %      |
| Total    | 112 495 | 100   | 57 523   | 51,1     | 54 972  | 48,9   |
| Cidades  | 75 512  | 100   | 39 141   | 51,8     | 36 371  | 48,2   |
| Povoados | 36 983  | 100   | 18 382   | 49,7     | 18 601  | 50,3   |